# 紋腹管竺鯛
紋腹管竺鯛（學名：Siphamia roseigaster），又稱紋腹管天竺鯛，為輻鰭魚綱鈎頭魚目天竺鯛科管竺鯛屬下的一個種，分布於西南太平洋澳洲海域，深度0至118公尺，本魚體橢圓，體稍側扁，頭大、眼大、口大且斜裂，頜齒細小，鋤骨和腭骨通常具齒，舌上無齒，體被弱櫛鱗，前鰓蓋骨具鋸齒，體色玫瑰色，背鰭和臀鰭上通常有邊緣下的黑色帶，具發光器官，背鰭2個，尾鰭叉形，體長可達6.4公分，棲息在沙泥底質海域，屬肉食性，繁殖期時，雄魚具有口孵習性，卵約7日化成仔魚，由雄魚吐出，具短暫的仔魚飄浮期，生活習性不明。